# Terra Pura
Terra Pura é uma vertente do budismo Maaiana também conhecida como Amidismo devido à sua característica devoção ao Buda Amida (sânscrito: Amitābha, Amitāyus; chinês: Amituofo; coreano: Amitabul), o Buda da Vida e Luz Infinitas. O Caminho da Terra Pura se baseia nos ensinamentos proferidos pelo Buda Shakyamuni no Sutra da Vida Infinita (sânscrito: Sukhāvatīvyūha) sobre um asceta de nome Dharmakara que em um passado remoto fez 48 votos condicionantes para se tornar um Buda, jurando construir um mundo ou estado de consciência no qual não exista sofrimento e torne acessível a iluminação a todos que neste lugar venham a nascer, tornando então o nascimento nessa terra uma alternativa a praticantes incapazes de realizar outras práticas. Segundo o Buda Shakyamuni, Dharmakara atingiu a iluminação e se tornou um Buda chamado Amida, vivendo atualmente em uma terra chamada Terra Pura da Suprema Felicidade (Sukhāvati) de onde acolhe incontáveis seres de todo o universo, libertando-os do ciclo de nascimentos e mortes (Samsara) e lhes garantindo a Iluminação.
Os meios de renascimento na Terra Pura do Buda Amida são descritos no Sutra da Vida Infinita (Sukhāvatīvyūha) e no Sutra da Contemplação da Vida Infinita (Amitāyurdhyāna), onde são descritos variadas práticas de visualizações e meditações contemplativas, sendo a principal prática a recitação recordativa do Nome de Amida (japonês: nenbutsu; chinês: Niânfo; sânscrito: buddhanusmrti; páli: buddhanussati) prática fundamentada pelo 18° voto de Amida, no qual é dito que todos que desejarem nascer nessa terra devem se confiar sinceramente ao Buda e, com o coração confiante, recitar o nome de Amida, tendo dessa maneira seu nascimento na Terra Pura da Suprema Felicidade infalivelmente garantido.
O Budismo da Terra Pura é o maior ramo do Budismo Mahayana e uma das tradições mais amplamente praticadas no leste da Ásia. Por sua doutrina apresentar um caminho de prática acessível a maior variedade de pessoas, independente de suas limitações e capacidades de compreensão, o Budismo da Terra Pura é facilmente expandido e praticado entre as massas. Os três textos primários da tradição, conhecidos como os "Três Sutras da Terra Pura", são o Sukhāvatīvyūha Sūtra (Sutra Longo da Vida Infinita), o Amitāyurdhyāna Sūtra (Sutra da Contemplação da Vida Infinita) e o Sukhāvatīvyūha Sūtra (Sutra Breve da Vida Infinita, ou Sutra de Amida).